# مايلز ستانديش
مايلز ستانديش (و. 1584 – 1656 م) هو عسكري من مملكة إنجلترا، ولد في لانكشر، شارك في Mayflower voyage ‏، ويحمل رتبة عسكرية نقيب، توفي في دوكسبوري، عن عمر يناهز 72 عاماً.